# 科爾奇米謝
50°6′33″N 29°9′0″E / 50.10917°N 29.15000°E
科爾奇米謝（烏克蘭語：Корчмище），是烏克蘭北部的村莊，隸屬日托米爾州的日托米爾區。該村面積16.74平方公里，海拔高度233米，2001年人口215，人口密度每平方公里12.84人。